# Красная Поляна (Прокопьевский район)
Кра́сная Поля́на — посёлок в Прокопьевском районе Кемеровской области. Входит в состав Сафоновского сельского поселения.

## География
Центральная часть населённого пункта расположена на высоте 388 м над уровнем моря.

## Население
| 2010 |
| ---- |
| 20   |

### Половой состав
По данным Всероссийской переписи населения 2010 года, в посёлке Красная Поляна проживало 20 человек (11 мужчина, 9 женщин).